# Saint-Seurin-de-Prats
Saint-Seurin-de-Prats är en kommun i departementet Dordogne i regionen Nouvelle-Aquitaine i sydvästra Frankrike. Kommunen ligger i kantonen Vélines som tillhör arrondissementet Bergerac. År 2022 hade Saint-Seurin-de-Prats 461 invånare.

## Befolkningsutveckling
Antalet invånare i kommunen Saint-Seurin-de-Prats
Referens:INSEE